# نعمان (بغلان)
نعمان (به لاتین: Naʽman) یک منطقهٔ مسکونی در افغانستان است که در ولایت بغلان واقع شده‌است.